# Демківська сільська рада
Де́мківська сільська́ ра́да — адміністративно-територіальна одиниця та орган місцевого самоврядування у Драбівському районі Черкаської області. Адміністративний центр — село Демки.

## Загальні відомості
- Населення ради: 1 248 осіб (станом на 2001 рік)

## Населені пункти
Сільській раді були підпорядковані населені пункти:
- с. Демки
- с. Новомиколаївка

## Склад ради
Рада складалася з 16 депутатів та голови.
- Голова ради: Печеник Ганна Григорівна
- Секретар ради: Пух Володимир Васильович

### Керівний склад попередніх скликань
| Прізвище, ім'я, по батькові | Основні відомості                                                         | Дата обрання | Дата звільнення |
| --------------------------- | ------------------------------------------------------------------------- | ------------ | --------------- |
| Пінчук Олександр Юрійович   | Сільський голова, 1971 року народження, освіта вища, безпартійний         | 26.03.2006   | 31.10.2010      |
| Пінчук Олександр Юрійович   | Сільський голова, 1971 року народження, освіта вища, член Партії регіонів | 31.10.2010   |                 |

Примітка: таблиця складена за даними сайту Верховної Ради України

### Депутати
За результатами місцевих виборів 2010 року депутатами ради стали:

#### За суб'єктами висування
| Суб'єкт висування                                       | Кількість обраних депутатів | %  |
| ------------------------------------------------------- | --------------------------- | -- |
| Самовисування                                           | 12                          | 75 |
| Політична партія Всеукраїнське об'єднання «Батьківщина» | 4                           | 25 |

#### За округами
| № округу                                                | Прізвище, ім'я, по батькові    | Дата визнання обраним | Освіта             | Партійна приналежність                        | Відомості про обраного депутата                                               |
| ------------------------------------------------------- | ------------------------------ | --------------------- | ------------------ | --------------------------------------------- | ----------------------------------------------------------------------------- |
| Політична партія Всеукраїнське об'єднання «Батьківщина» |                                |                       |                    |                                               |                                                                               |
| 1                                                       | Гриценко Наталія Петрівна      | 03.11.2010            | середня спеціальна | позапартійна                                  | Демківська лікарська амбулаторія, медична сестра                              |
| 2                                                       | Пух Віта Миколаївна            | 03.11.2010            | середня            | член Всеукраїнського об'єднання «Батьківщина» | ТОВ «Атлантик Фармз-ІІ», кухар                                                |
| 3                                                       | Бойко Альона Володимирівна     | 03.11.2010            | середня            | позапартійна                                  | Демківська загальноосвітня школа, кухар                                       |
| 6                                                       | Задума Олена Михайлівна        | 03.11.2010            | вища               | позапартійна                                  | Д. Н. З. «Оксанка», вихователь                                                |
| Самовисування                                           |                                |                       |                    |                                               |                                                                               |
| 4                                                       | Василенко Ганна Михайлівна     | 03.11.2010            | середня спеціальна | член Партії регіонів                          | пенсіонер                                                                     |
| 5                                                       | Пух Володимир Васильович       | 03.11.2010            | середня спеціальна | член Партії регіонів                          | Демківська сільська рада, секретар                                            |
| 7                                                       | Манич Юрій Павлович            | 03.11.2010            | середня            | член Партії регіонів                          | Демківська загальноосвітня школа, заступник директорапо господарській частині |
| 8                                                       | Миргородська Наталія Василівна | 03.11.2010            | середня спеціальна | член Партії регіонів                          | ТОВ «Атлантик Фармз-ІІ», бухгалтер                                            |
| 9                                                       | Шевчук Федір Григорович        | 03.11.2010            | середня спеціальна | позапартійний                                 | ФГ «Нива», голова господарства                                                |
| 10                                                      | Манжура Анатолій Якович        | 03.11.2010            | середня спеціальна | позапартійний                                 | ТОВ «Атлантик Фармз-ІІ», заступникдиректора                                   |
| 11                                                      | Низенко Олена Іванівна         | 03.11.2010            | середня спеціальна | член Партії регіонів                          | пенсіонер                                                                     |
| 12                                                      | Степенко Ольга Василівна       | 03.11.2010            | середня спеціальна | член Партії регіонів                          | ТОВ «Атлантик Фармз-ІІ», секретар                                             |
| 13                                                      | Сердюк Валентина Володимирівна | 03.11.2010            | середня            | член Партії регіонів                          | Драбівський територіальний центр, соціальний працівник                        |
| 14                                                      | Манич Олена Анатоліївна        | 03.11.2010            | середня            | член Партії регіонів                          | Драбівське відділення ощадбанку№ 3096, контролер-касир                        |
| 15                                                      | Дем'яненко Олексій Петрович    | 03.11.2010            | середня спеціальна | член Партії регіонів                          | тимчасово не працює                                                           |
| 16                                                      | Ганжа Валентина Іванівна       | 02.04.2012            | середня спеціальна | член Партії регіонів                          | Новомиколаївська сільська бібліотека, бібліотекар                             |